# Jean Croiset
Jean Croiset SJ (* 28. August 1656 in Marseille, Frankreich; † 31. Januar 1738, Avignon) war ein französischer katholischer Priester, Jesuit, Autor aszetischer Schriften und früher Verbreiter der Herz-Jesu-Verehrung.

## Leben
Jean Croiset trat am 16. Februar 1677 zu Avignon in die Gesellschaft Jesu ein und empfing im Jahr 1690 die Priesterweihe. Am 2. Februar 1693 legte er seine feierlichen Gelübde ab. Er lehrte Theologie in Marseille und war Rektor diverser Kollegien sowie Novizenmeister und Provinzial.
Kirchenhistorische Bedeutung erlangte er als Nachfolger von Claude de la Colombière als Seelenführer der hl. Margareta Maria Alacoque durch seinen bahnbrechenden Einsatz für die Verbreitung der Herz-Jesu-Verehrung im Geiste der Erscheinungen von Paray-le-Monial. Insbesondere sein Buch La dévotion au Sacré Coeur de Notre Seigneur Jésus-Christ (Die Andacht zum heiligsten Herzen Jesu) fand viel Anklang und wurde rasch mehrmals verlegt; die Ausgabe von 1694 kam auf den Index, da sie ein nicht approbiertes Offizium enthielt. 
Jean Croiset starb mit 82 Jahren an Rotlauf.

## Zitate
- „Der besondere Gegenstand der Andacht zum Heiligsten Herzen Jesu ist die unendliche Liebe des Sohnes Gottes, die ihn bewogen hat, für uns in den Tod zu gehen und im Allerheiligsten Altarsakramente sich uns ganz zu schenken, die sich durch die Voraussicht alles Undanks und aller Entehrung, die er in diesem Zustand eines Schlachtopfers bis zum Ende der Zeiten erfahren sollte, von diesem Wunder nicht abschrecken ließ, und die ihn bewog, lieber sich täglich Schmähungen und Unbilden der Menschen auszusetzen, als darauf zu verzichten, durch das größte aller Wunder zu zeigen in welch hohem Grade er uns liebt.“[2]

## Werke
- Recueil de Dijon. 1689.
- La dévotion au Sacré Coeur de Notre Seigneur Jésus-Christ. Lyon 1689. (dt.: Die Andacht zum heiligsten Herzen Jesu. Verlag G. J. Manz, Regensburg 1888)
- Officium parvum Sacri Cordis Jesu. (dt.: Kleines Offizium des heiligsten Herzens Jesu)
- Retraite spirituelle pour un jour de chaque mois. 2 Bände, Liège 1712.
- Exercices de piété pour tous Les jours de l’année. 12 Bände, Lyon 1712/1720.